# 中華人民共和国外交部報道局
中華人民共和国外交部報道局（ちゅうかじんみんきょうわこく がいこうぶ ほうどうきょく、簡体字: 中华人民共和国外交部新闻司）は、中華人民共和国の外交政策、対外関係、国際問題に対して、情報と立場を発表する中華人民共和国外交部の部署である。原則として毎週月〜金曜日の午後から定例記者会見が行われる。
他国と違って、首脳陣が自ら対外的に発言することがない、中華人民共和国及び中国共産党の公式見解を伝える唯一の場所であり、露出も多いため、国内外で注目の的となっている。

## 報道官誕生の経緯
1982年3月24日にソ連のブレジネフ書記長が中国を批判する演説をした際、鄧小平が反対する談話を出すよう外交部報道局に指示したのが始まり。当時報道局に報道官制度はまだ無く、2日後の26日、報道局局長だった銭其琛が発言に抗議する談話を発表した。
なお、外交部長から副総理となり影響力を持つようになった銭其琛は外交部内に報道局閥を作り上げ、同局出身者を積極的に起用した。外交の主導が唐家璇にシフトするに従い、報道局閥の地位も低下した。

## 報道官
- 毛寧　　局長（2022年 -）
- 林剣 　　副局長（2024年-）
- 钱进　　  副局長（2025年-）
- 郭嘉昆　　副局長（2025年-）

## 歴代報道官
- 銭其琛　外交部長（1993年〜1998年）
- 斉懐遠（1983年〜1984年）　外交部副部長（1986年〜1991年）　中国初の外交部報道官
- 愈志忠　英国公使
- 王振宇　外交部台湾事務弁公室主任
- 馬毓真（1984年〜1988年）　英国大使、外交部駐香港特派員
- 李肇星（1985年〜1990年）　外交部長（2003年~）
- 李金華　ニュージーランド大使　初の女性報道官
- 金桂華　マレーシア、ブルネイ、タイ大使
- 段津　　シドニー大使館総領事
- 呉建民（1991年〜1994年）　オランダ、フランス大使、外交学院院長。2016年死去。
- 范慧娟　アイルランド大使
- 李建英　スリナム大使
- 沈国放（1996年〜1998年）　国連副代表　部長助理（次官補）
- 陳健　　駐日大使、国連副秘書長
- 崔天凱（1996年〜1997年）　アジア局長、部長助理
- 唐国強　香港副特派員　チェコ大使
- 朱邦造（1997年〜2002年）　スイス大使
- 孫玉璽（1998年〜2002年）　インド大使　アフガニスタン大使
- 章啓月（1998年〜2004年） ベルギー大使
- 孔泉（2002年〜2006年）　西ヨーロッパ局長
- 劉建超（2006年〜2009年）　インドネシア大使、フィリピン大使
- 秦剛（2002年〜2010年、2012年〜2015年）　外交部長
- 洪磊（2010年〜2016年）　シカゴ総領事館総領事
- 耿爽（2016年～2020年）　国連次席大使
- 趙立堅（2020年～2022年）　国境海洋事務局副司長
- 汪文斌（2020年～2024年）　カンボジア大使
- 華春瑩（2012年 -2025年）外交部副部長